# Gary Ella
Pas d'image ? Cliquez ici

a Compétitions nationales et continentales officielles uniquement.

b Matchs officiels uniquement.
Gary Ella, né le 23 juillet 1960 à La Perouse, dans la banlieue de Sydney, est un ancien joueur de rugby à XV australien, d'origine aborigène, évoluant au poste de centre.

## Biographie
Il est l'un des trois frères Ella à porter les couleurs des Wallabies durant les années 1980. Un de ses frères, Mark, est considéré comme l'un des plus grands ouvreurs australiens de l'histoire. Le frère jumeau de Mark, Glen, obtient six sélections et poursuit une carrière d'entraîneur.  
Quant à Gary, le 14 août 1982, il obtient l'honneur de glaner sa première cape avec la sélection australienne contre les All Blacks.
Il joue trois rencontres contre les All Blacks, deux contre la France et un match contre l'Angleterre. 
Après avoir disputé quatre matches internationaux en 1982 et 1983, il disparaît du haut niveau pour jouer deux autres fois en 1988 après 31 matches sans être sélectionné. Il porte pour la dernière fois les couleurs australiennes le 3 juillet 1988 contre les All Blacks.
En 2017, Gary Ella était entraîneur de Parramatta Two Blues, club de la banlieue de Sydney.